# La Bulle du silence
La Bulle du silence est le deuxième album de la série Sophie de Jidéhem et Vicq, paru en 1968. Il reprend la troisième histoire des aventures de Sophie, publiée pour la première fois dans le journal Spirou en 1965 (no 1433 à no 1458), avec une seconde histoire en 6 planches, Le Puits magique parue la même année.